# Wismar
Wismar est une ville hanséatique du Mecklembourg-Poméranie-Occidentale, dans le nord-est de l'Allemagne, au bord de la baie de Wismar sur la mer Baltique. Elle compte 42 785 habitants (au 31 décembre 2021). Sa population est en constante diminution. C'est le chef-lieu de l'arrondissement du Mecklembourg-du-Nord-Ouest.
La ville accueille une université de technologie, économie et stylisme.
Le 29 juin 2002, sa vieille ville a été inscrite par l'UNESCO sur la liste du Patrimoine mondial, conjointement avec celle de Stralsund.

## Histoire
| Appartenances historiques Seigneurie de Mecklembourg 1226-1348 Duché de Mecklembourg-Schwerin 1348-1471 Duché de Mecklembourg 1471-1480 Duché de Mecklembourg-Schwerin 1480-1483 Duché de Mecklembourg 1483-1520 Duché de Mecklembourg-Schwerin 1520-1610 Duché de Mecklembourg 1610-1621 Duché de Mecklembourg-Schwerin 1621-1648 Poméranie suédoise 1648-1803 Duché de Mecklembourg-Schwerin 1803-1815 Grand-duché de Mecklembourg-Schwerin 1815–1871 Empire allemand 1871–1918 République de Weimar 1918–1933 Reich allemand 1933–1945 Allemagne occupée 1945–1949 République démocratique allemande 1949–1990 Allemagne 1949–présent |

Fondée semble-t-il en 1226, Wismar devient, quelques années plus tard, membre de la Hanse. Son église principale de style gothique, l'église Saint-Nicolas, qui domine la vieille ville, date du XIVe siècle.

### Période suédoise
Wismar est occupée par les Suédois en 1632, durant la guerre de Trente Ans. Les traités de Westphalie de 1648 qui mettent fin à cette guerre placent la ville, avec l'île Poel et la ville de Neukloster, sous la souveraineté suédoise. Wismar prend alors le nom de Wisborg.
À partir de 1653, la ville est le siège du Haut tribunal, la plus haute cour de justice suédoise au sud de la mer Baltique. Le duché de Verden et la Poméranie suédoise y sont rattachés jusqu'en 1712 et 1815 respectivement.
Durant la guerre de Scanie, la ville est attaquée et prise par les troupes danoises le 13 décembre 1675, mais retournera à la Suède à la fin de la guerre. Ceux-ci font alors de Wismar l'une des plus fortes forteresses maritimes d'Europe. L'entrée au port est ainsi assurée par la forteresse qui se trouve sur l'île Walfisch. Les fortifications sont toutefois démantelées après la défaite suédoise lors de la guerre du Nord.
En 1803, Wismar/Wisborg est, moyennant le paiement d'une somme importante, cédée pour une durée de cent ans au Grand-duché de Mecklembourg-Schwerin. En 1903, la Suède renonce définitivement à ses droits sur la ville, qui redevient ainsi définitivement allemande. Les habitants fêtent chaque année, à la fin de l'été, la fête suédoise qui est encore la plus grande fête de l'année, devant la fête du port.
Le 4 mai 1945, la 6th Airborne Division de la IIe Armée britannique occupe la ville.
Le port de Wismar est le port d'attache du trois-mâts Fritdjof Nansen, qui accueille des classes pour des séjours en mer.
Wismar était une ville-arrondissement jusqu’au 4 septembre 2011.
C'est à Wismar que se déroule une grande partie du film de Werner Herzog Nosferatu, fantôme de la nuit.

## Sport
La ville possède son propre stade, le Kurt-Bürger-Stadion, qui accueille la principale équipe de football de la ville de l'Anker Wismar.

## Vues

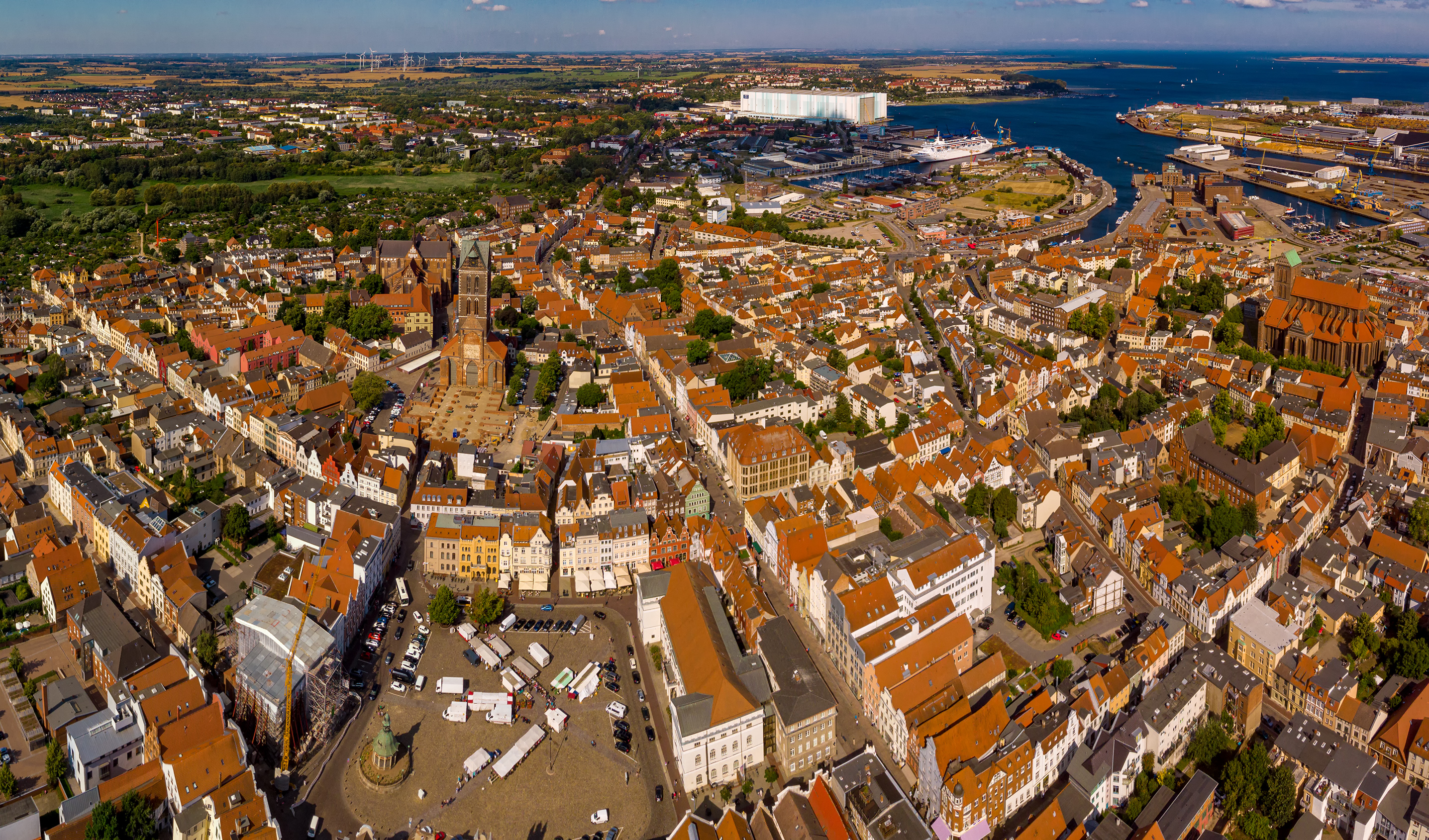
Centre-ville de Wismar.
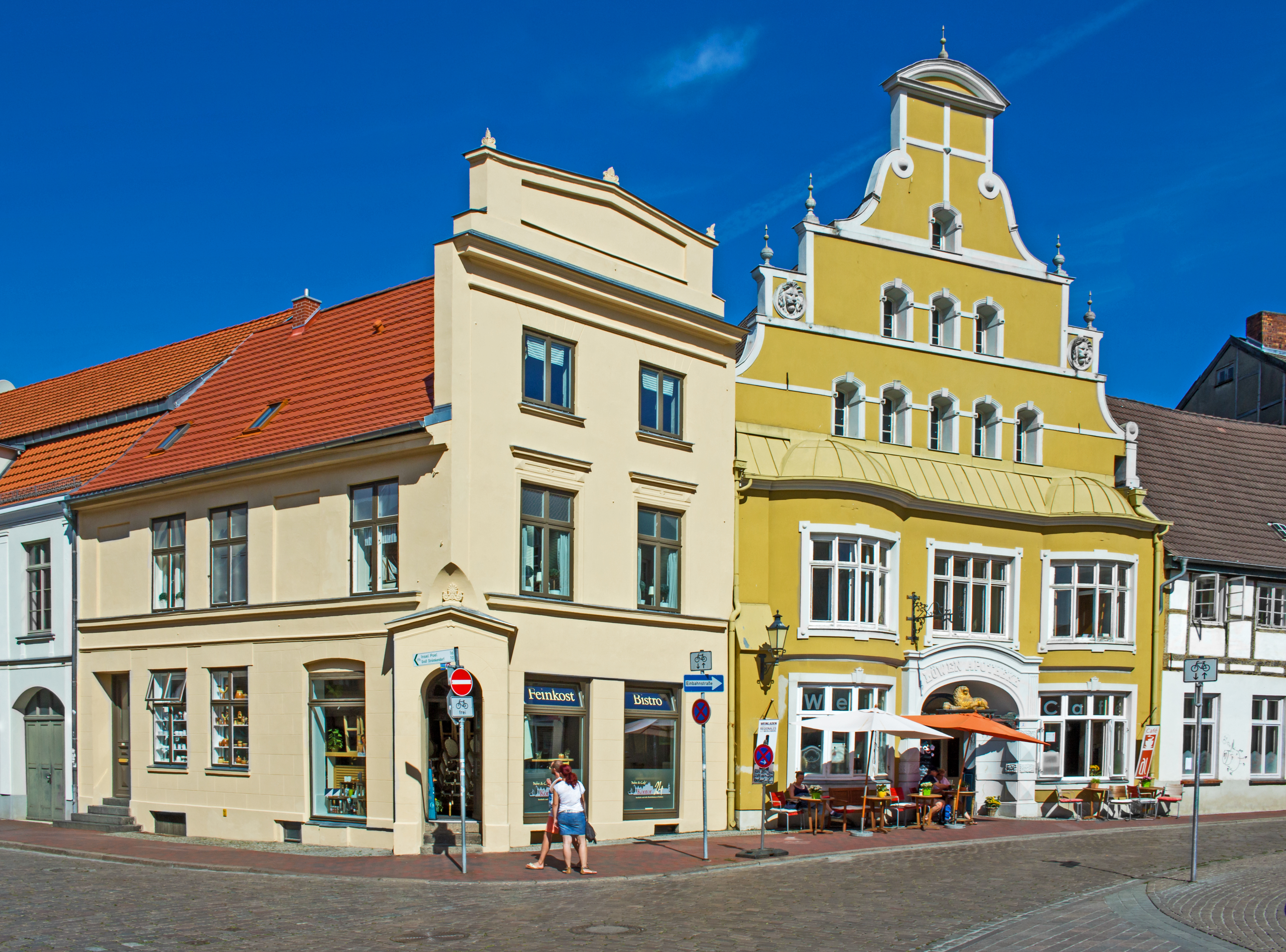
Vieille ville.
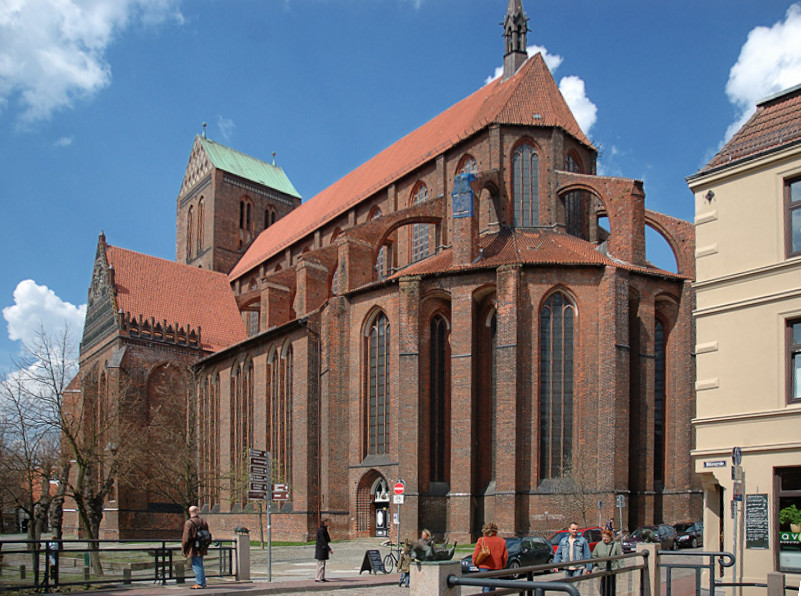
Église Nikolaikirche.
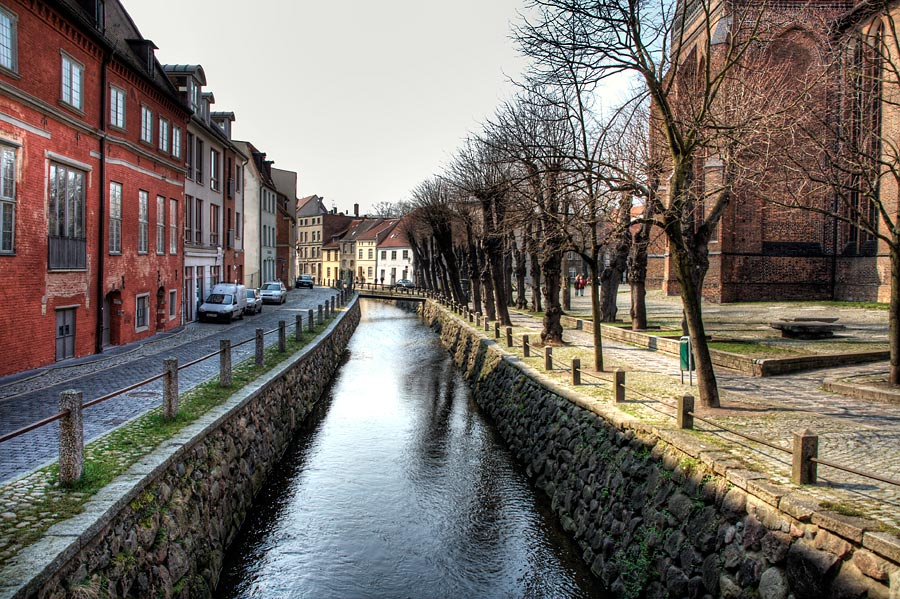
Canal.
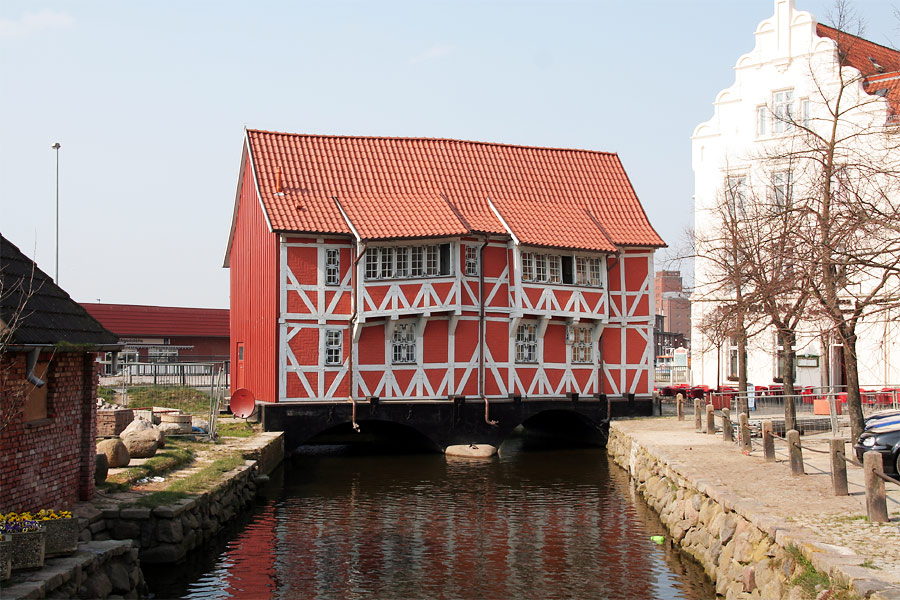
Pont-maison.
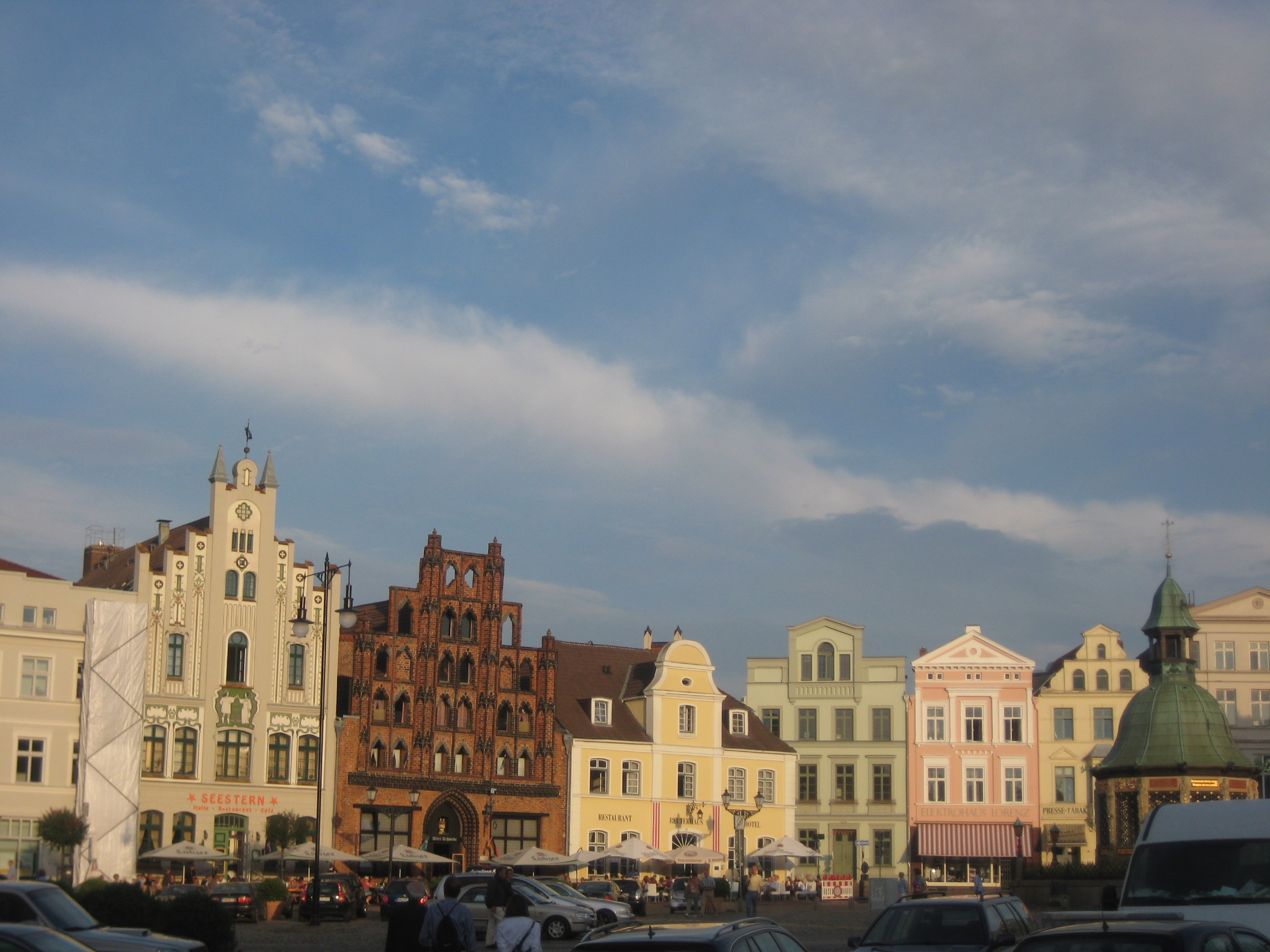
Markplatz.
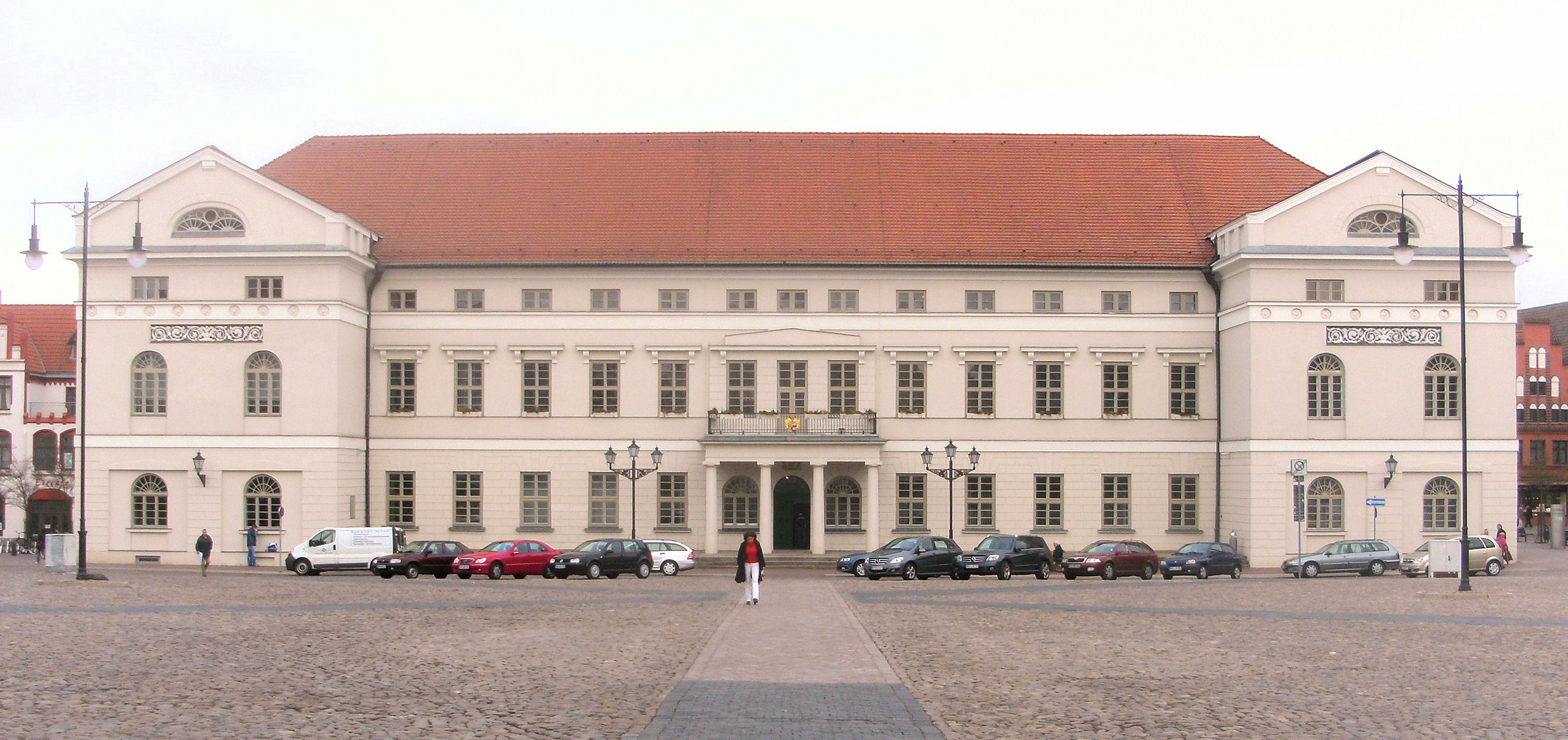
Hôtel de ville.
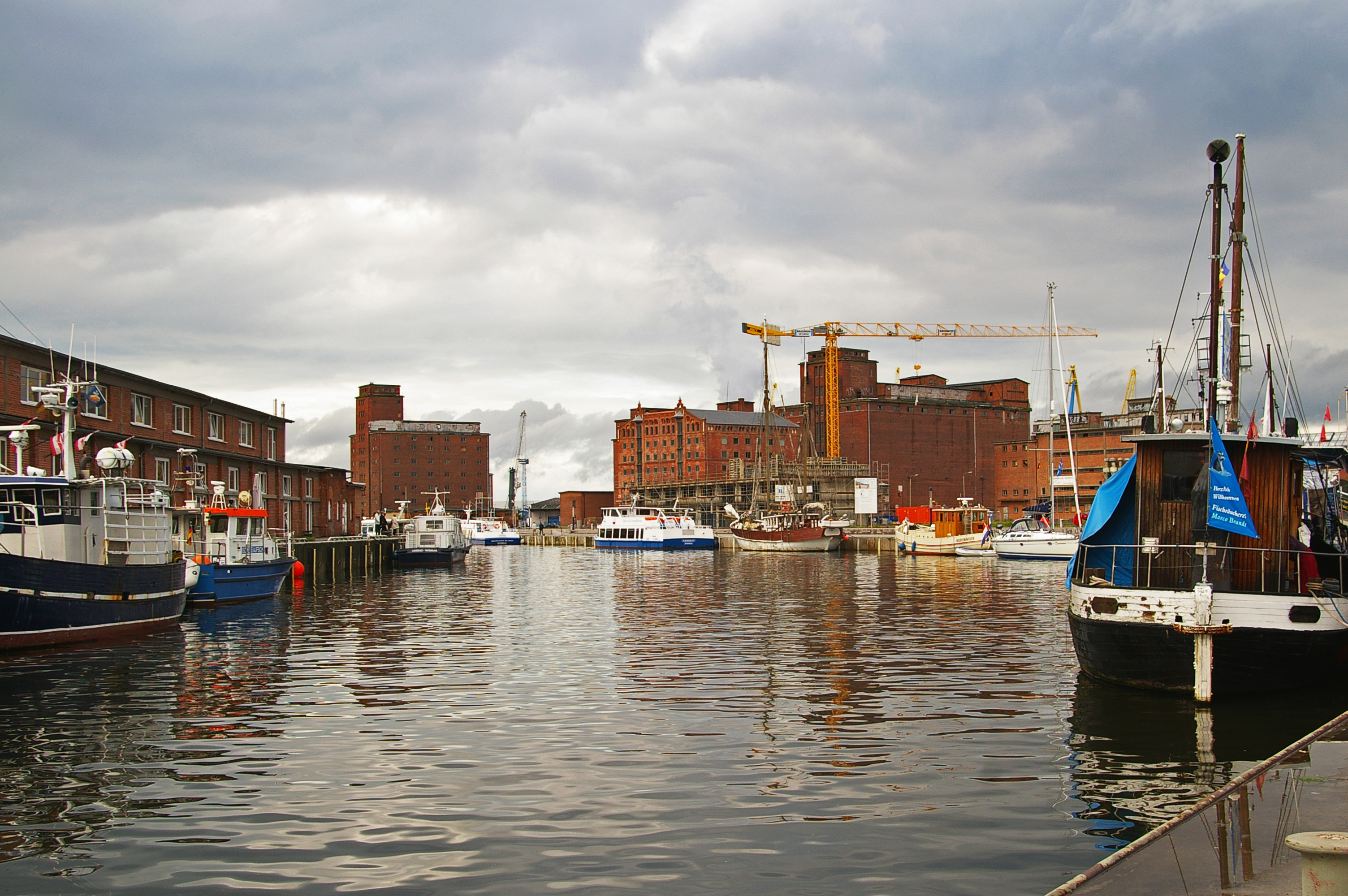
Le port.
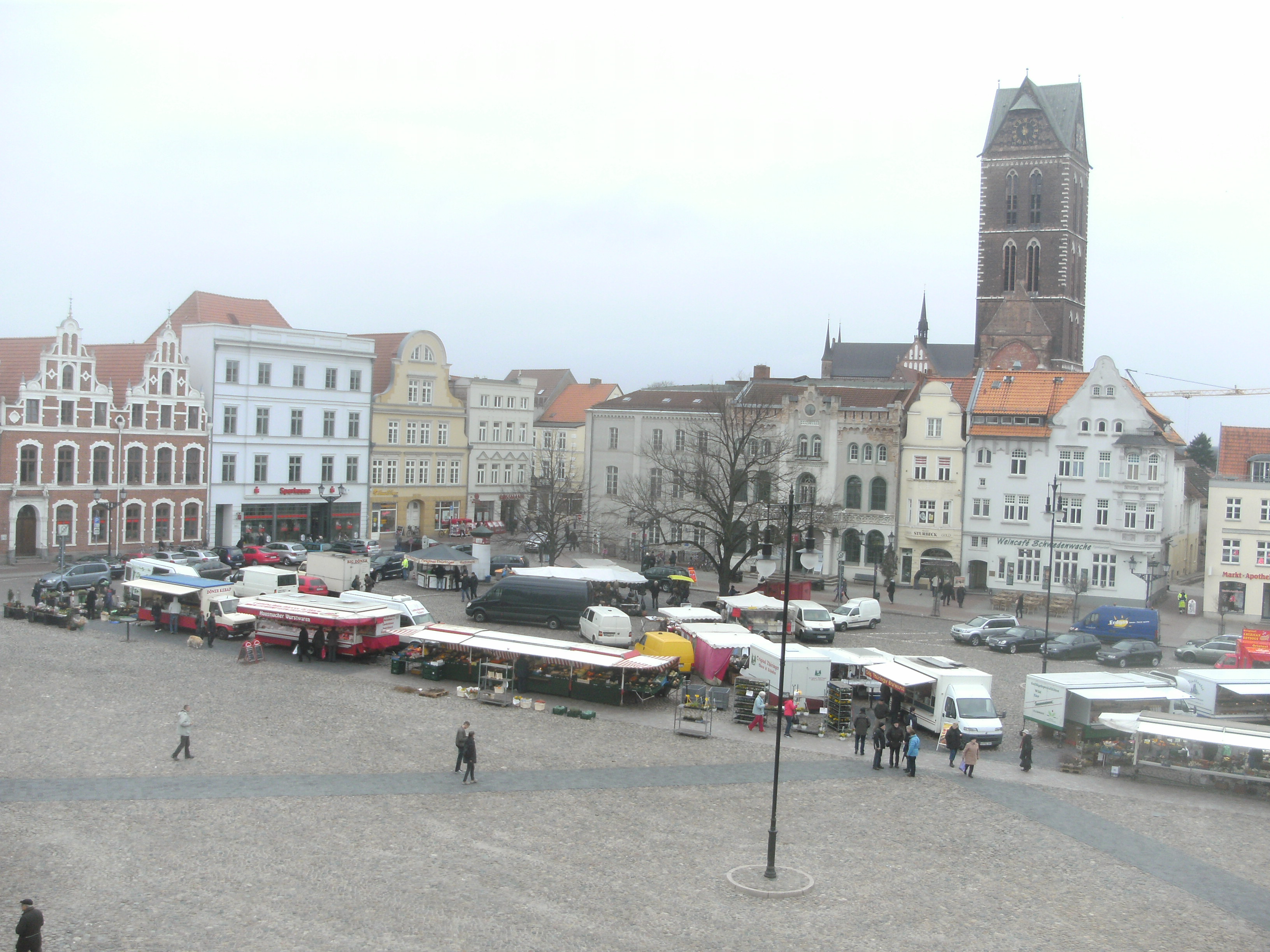
Markplatz.
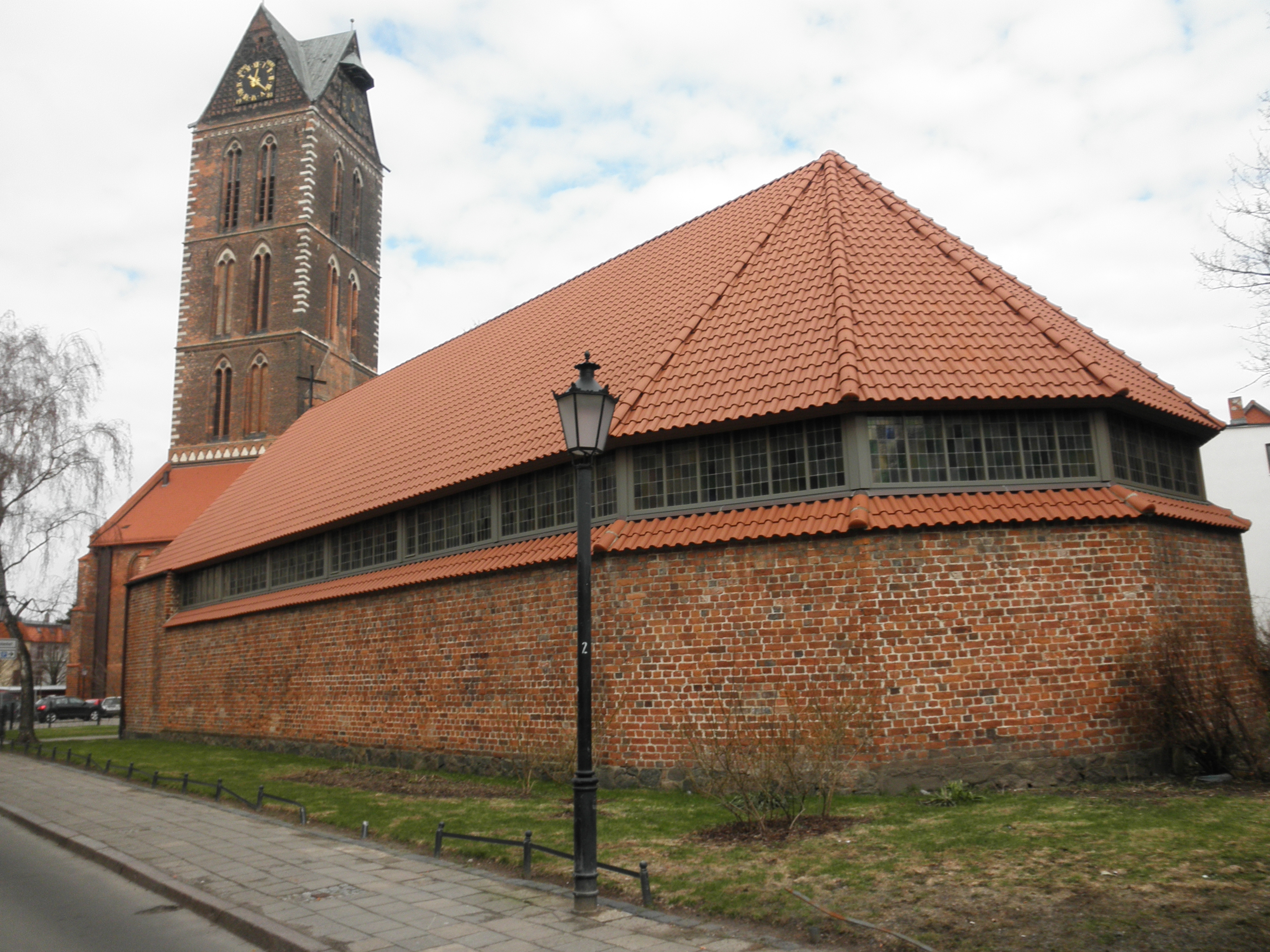
Neue Kirche.
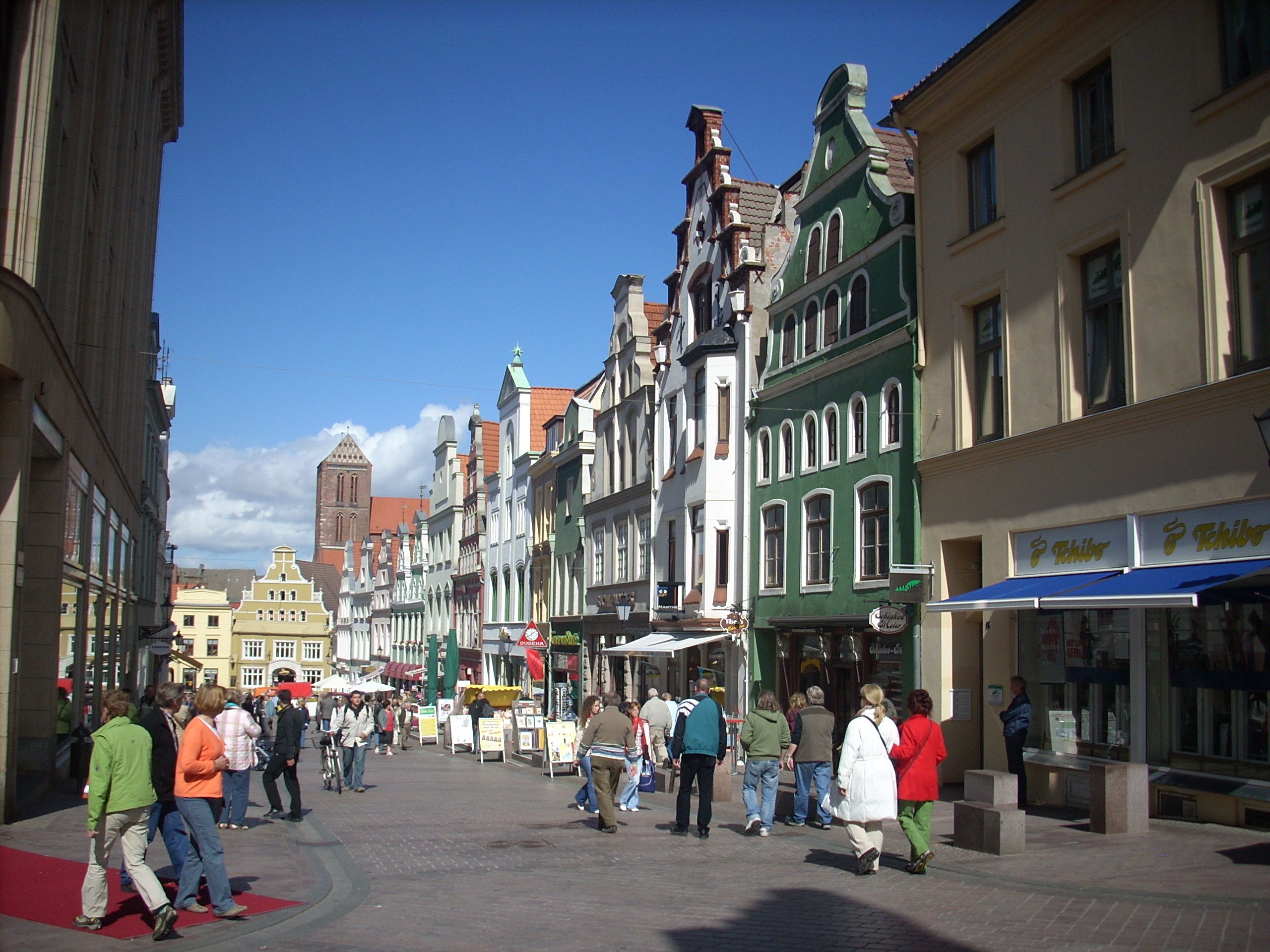
KraemerStrasse.
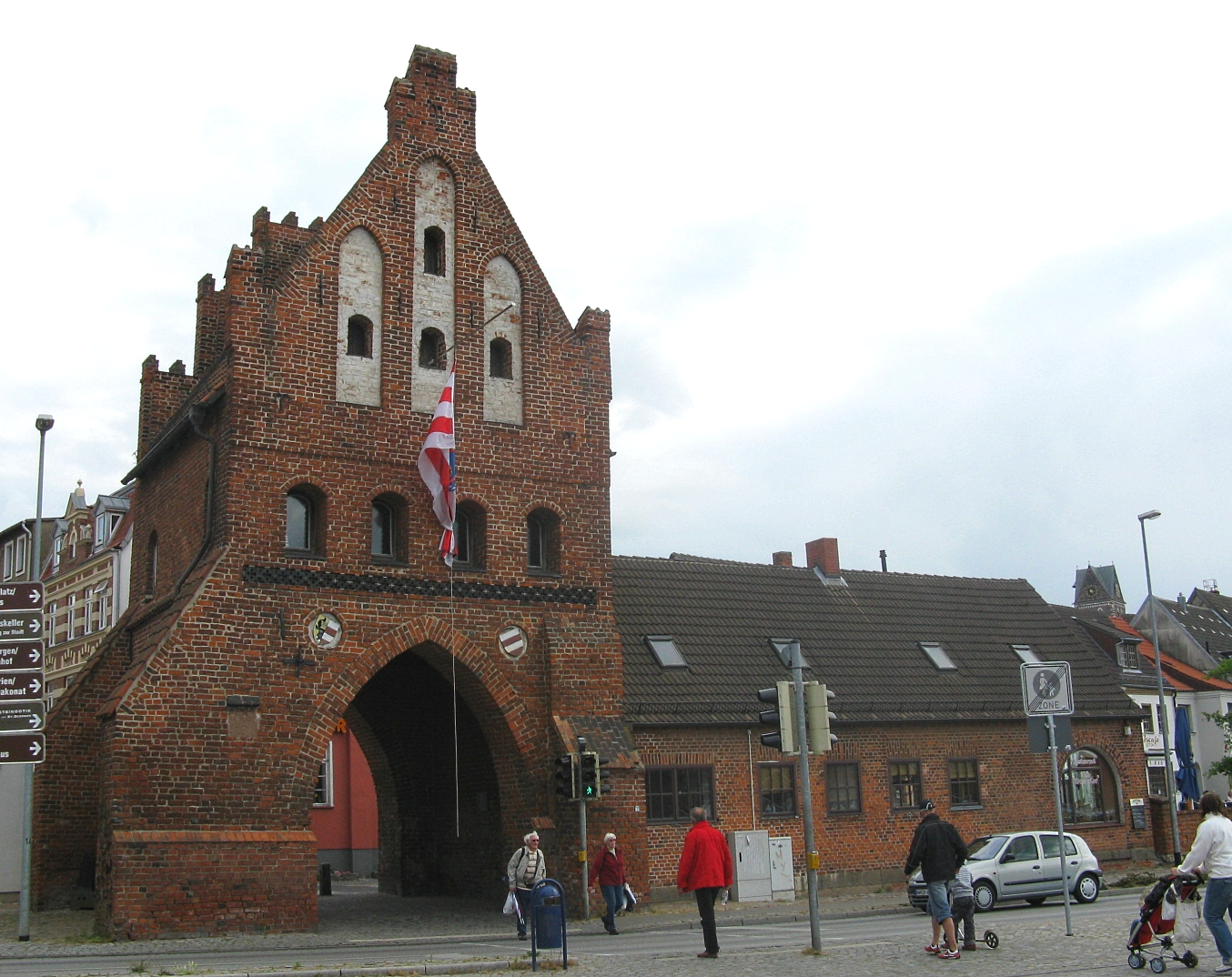
WasserTor.
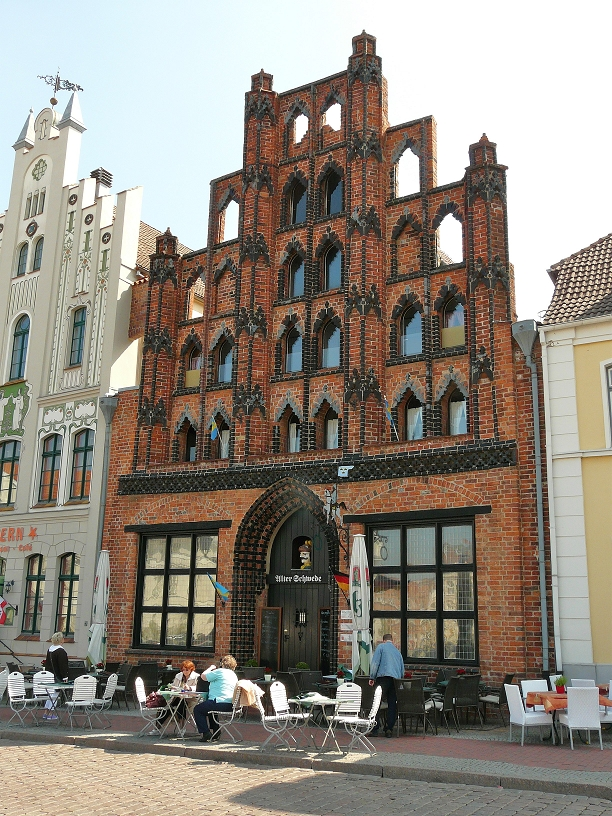
Maison Alter Schwede.
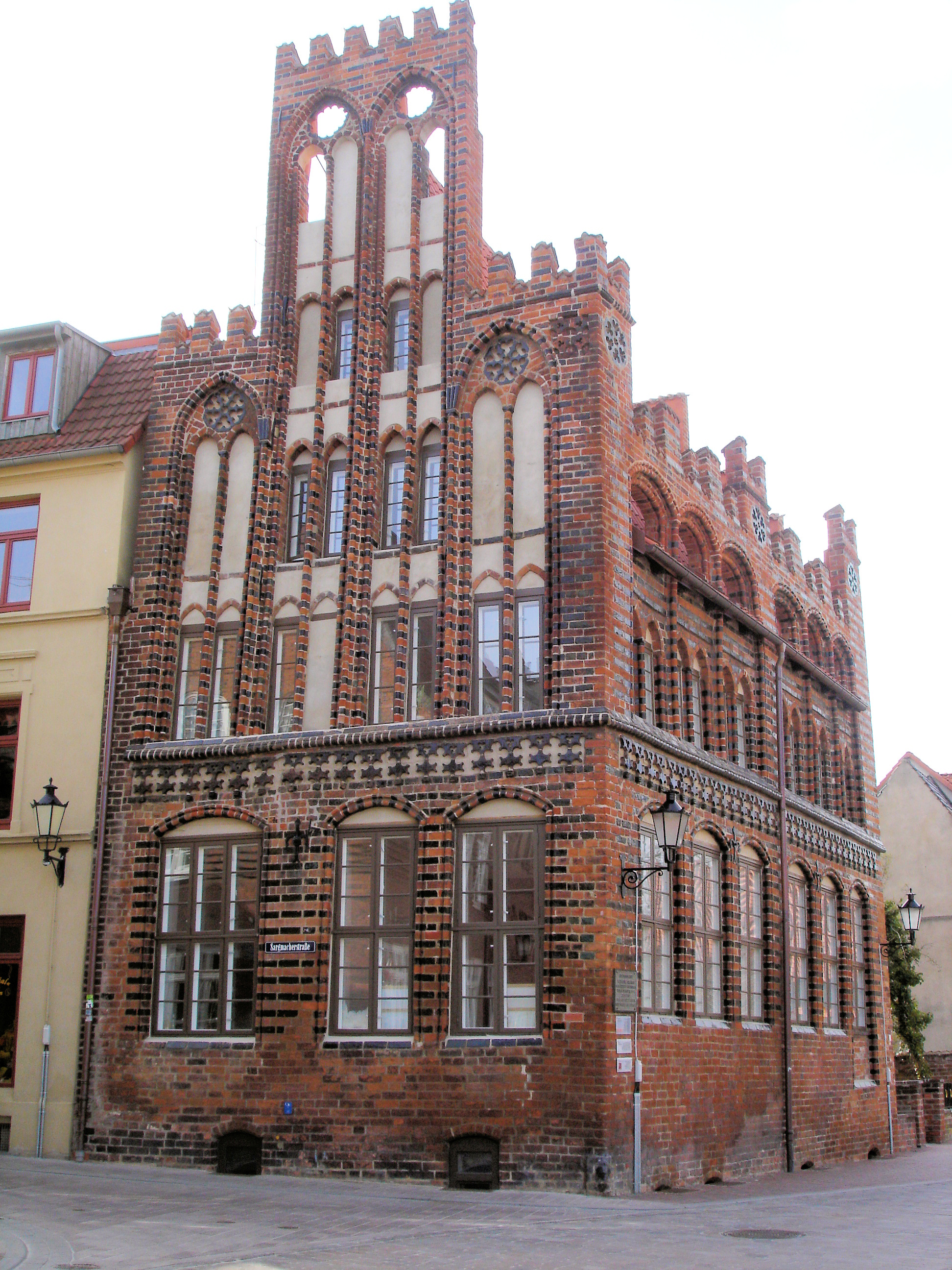
Archidiaconat de Wismar
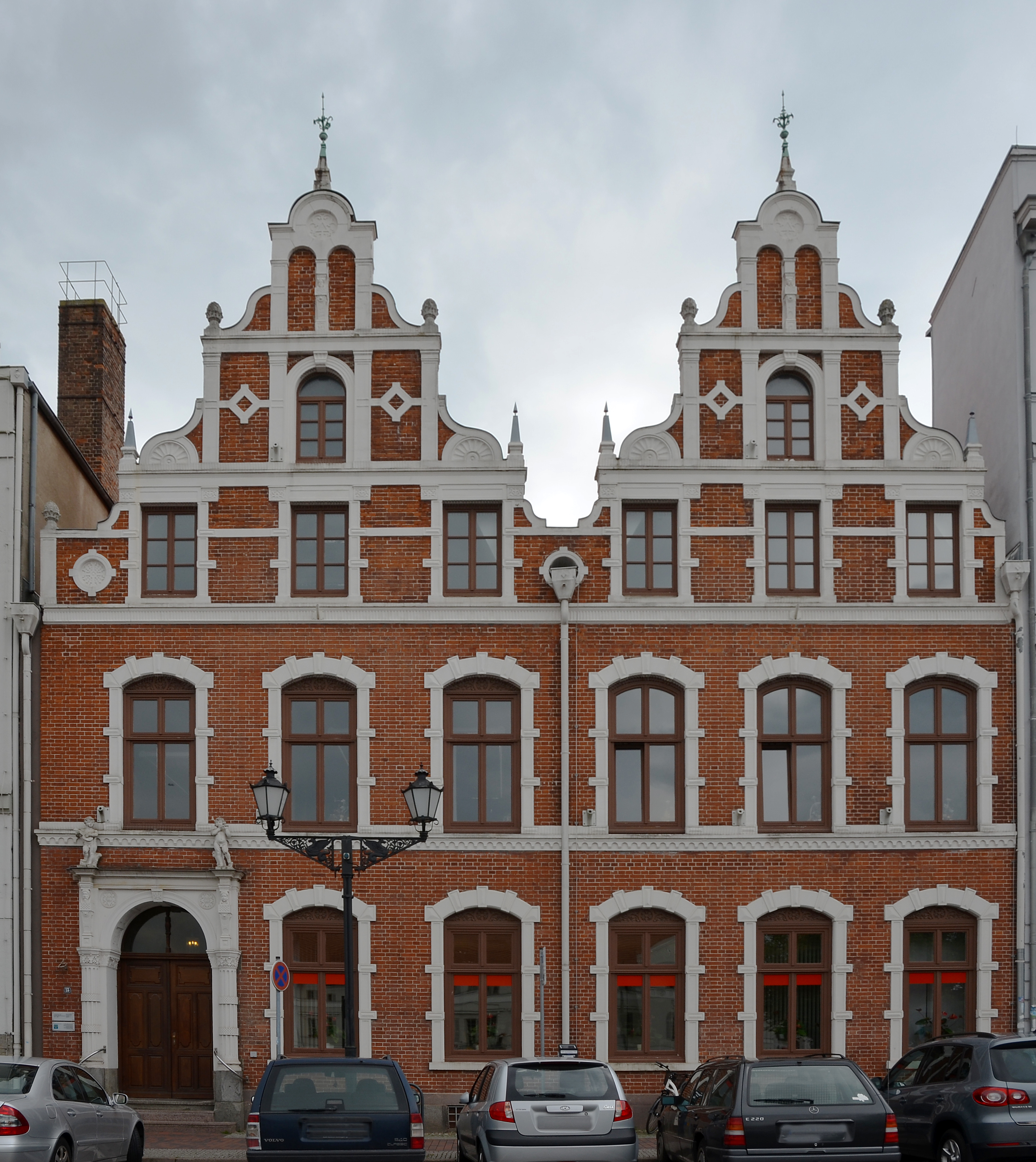
Maison du Commandant
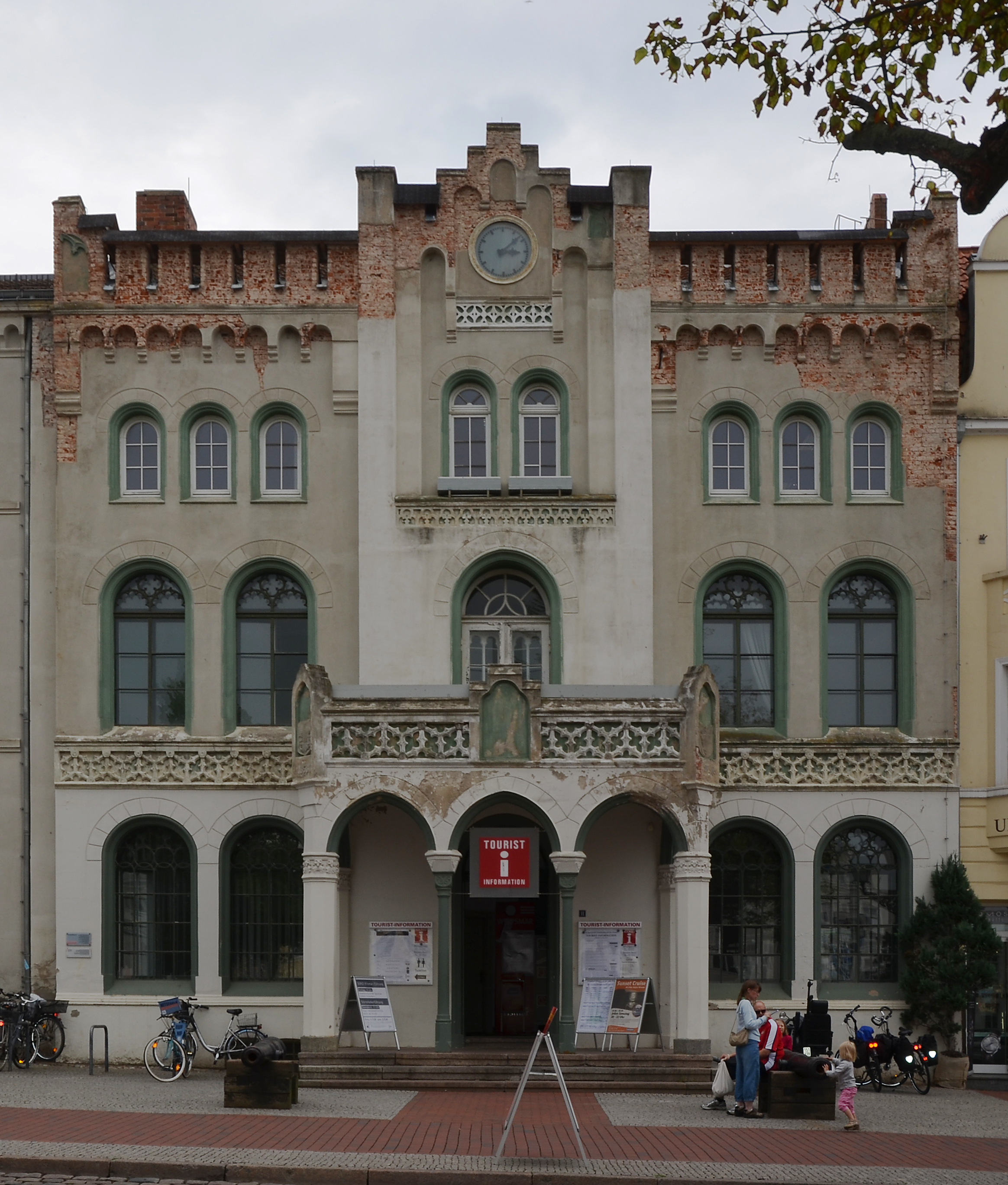
Stadtwache

## Jumelages
- Kemi (Finlande) depuis 1959
- Lübeck (Allemagne) depuis 1987
- Calais (France) depuis 1971
- Aalborg (Danemark) depuis 1989
- Kalmar (Suède) depuis 2002

## Sources
- (de) Cet article est partiellement ou en totalité issu de l’article de Wikipédia en allemand intitulé « Wismar » (voir la liste des auteurs).